# Municipio de Tlachichilco
El municipio de Tlachichilco se encuentra ubicado en la zona norte del Estado mexicano de Veracruz, en la región llamada de la Huasteca Baja. Es uno de los 212 municipios de la entidad. Está ubicado en las coordenadas 20°37′18.12″N 98°11′57.86″O / 20.6217000, -98.1994056 y cuenta con una altura de 820 m s. n. m. Su cabecera es la localidad de Tlachichilco.

## Límites
- Norte: Benito Juárez y Zontecomatlán
- Sur: Estado de Hidalgo
- Este: Ixhuatlán de Madero
- Oeste: Texcatepec y Zacualpan